# La vieja memoria
La vieja memoria es un documental de 1977 dirigido por Jaime Camino en donde se analizan los años de la II República y la guerra civil española a través de imágenes de archivo y entrevistas realizadas a algunos de sus protagonistas.
El documental se realiza durante 1977, en plena transición española y se estrena el 13 de marzo de 1979. Fue galardonado con el Premio Sant Jordi a la mejor película española.

## Argumento
El documental utiliza un estilo propio, en donde el narrador prácticamente desaparece y son los actores políticos de la época los que con sus recuerdos (a veces contradictorios) hilvanan los hechos y conflictos de aquellos tiempos.
Entre los testimonios cabe destacar: Federica Montseny, Enrique Líster, Abad Santillán, Raimundo Fernández-Cuesta, Federico Escofet, José María Gil Robles, Josep Tarradellas, José Luis de Vilallonga y Dolores Ibárruri.